# Pelikanen
Pelikanen (Pelecanidae) zijn een familie van watervogels die bekend zijn door hun opvallende uiterlijk, hun grootte en hun gedrag. De familie telt één geslacht met acht soorten.

## Kenmerken
Pelikanen kunnen tot 14 kilo zwaar worden. Ze worden tot 1,80 meter lang en kunnen een spanwijdte van 3 meter hebben en een leeftijd van 35 jaar bereiken. De beide Euraziatische soorten (de roze pelikaan en de kroeskoppelikaan) behoren tot de grootste vliegende vogels.

## Leefwijze
Pelikanen zijn piscivoor; hun voedsel bestaat voornamelijk uit vis, al zijn er in tijden van voedselgebrek ook gevallen bekend waarbij pelikanen de kuikens van de jan-van-gent opeten. Een groep pelikanen jaagt gezamenlijk. Door uitbundig vleugelgeklapper wordt een school vissen naar ondiep water gedreven. Pelikanen hebben een grote snavel en een grote keelzak (tussen de onderkant van de snavel en de keel). Als een pelikaan een prooi ziet schept hij de vissen uit het water. Als hij zijn hoofd optilt gaat het water weg en blijf de vis achter.
Ook naast de gezamenlijke jacht zijn pelikanen sociale vogels. Ze broeden in kolonies, waar ze dicht op elkaar zitten. In gevangenschap komen ze pas tot broeden als ze minstens met z'n achten zijn.

## Taxonomie
- Geslacht Pelecanus
  - Pelecanus conspicillatus (Australische pelikaan)
  - Pelecanus crispus (Kroeskoppelikaan)
  - Pelecanus erythrorhynchos (Witte pelikaan)
  - Pelecanus occidentalis (Bruine pelikaan)
  - Pelecanus onocrotalus (Roze pelikaan)
  - Pelecanus philippensis (Grijze pelikaan)
  - Pelecanus rufescens (Kleine pelikaan)
  - Pelecanus thagus (Peruaanse pelikaan)

## Volksgeloof

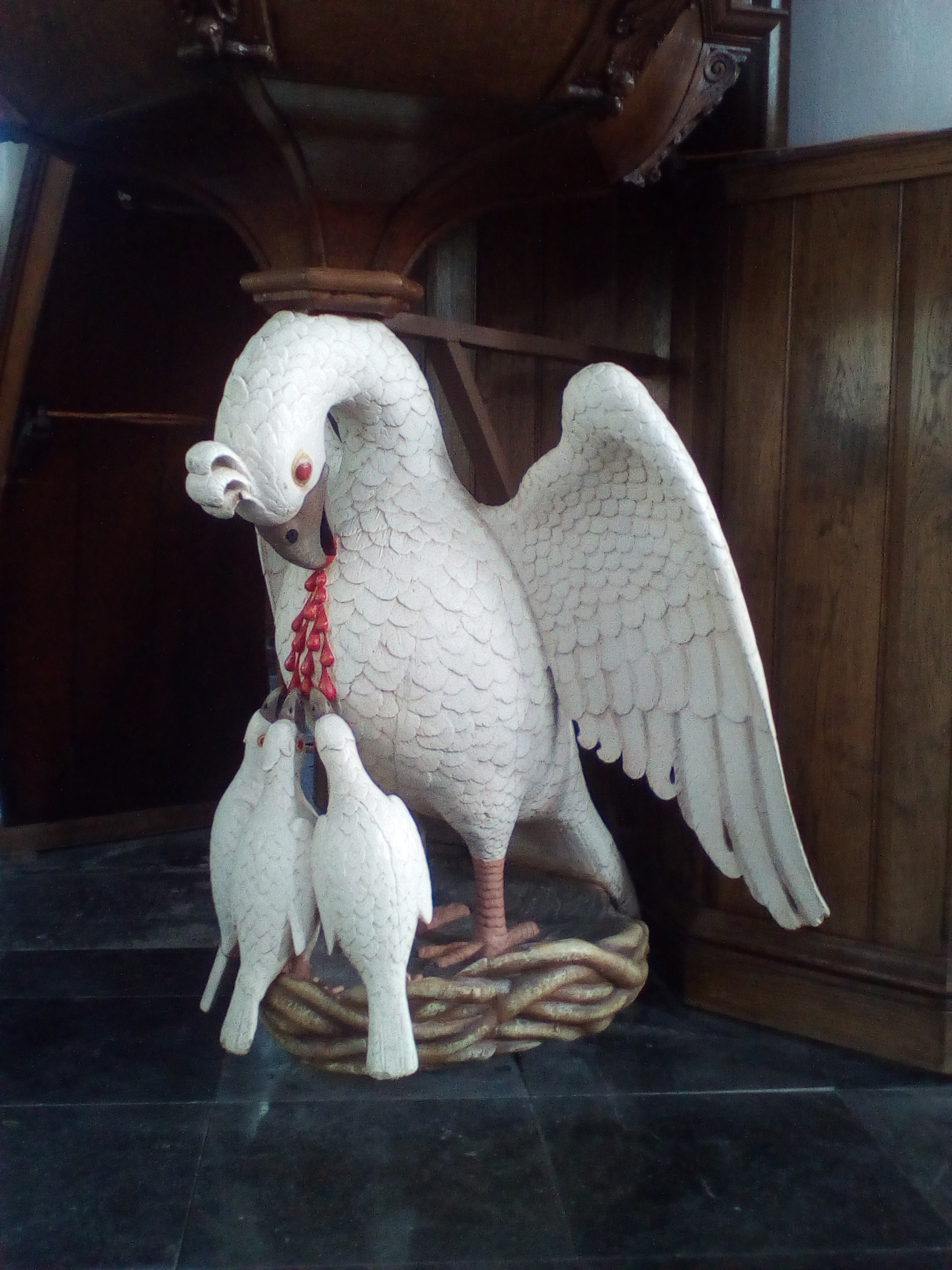
Volksgeloof en christelijke symboliek: de pelikaan die jongen voedt met het eigen bloed. Bullekerk, Zaandam, onder de preekstoel.

Er bestonden verschillende legendes over de pelikaan in de oudheid en in de middeleeuwen. Men dacht dat de pelikaan met zijn bloed de dode jongen terug kon tot leven wekken of dat de moederpelikaan in geval van voedselschaarste de eigen borst openreet om met haar bloed haar kuikens te voeden.
De pelikaan heeft een lange snavel en een keelzak waaruit hij de jongen voert met halfverteerd voedsel dat roodkleurig is. Bepaalde pelikanen hebben in de broedtijd een rode vlek op krop en keelzak die op een bloedende wond lijkt. Deze waarnemingen leidden tot het genoemde volksgeloof.

## Symbool
Pelikanen golden in de vroege literatuur als symbool van opofferende moederliefde. "Moederpelikanen" werden afgebeeld met een door henzelf opengepikte borst, waardoor de jongen met bloed gevoed konden worden. (Zie ook 'Symboliek'). In Carthago zijn olielampen uit de derde eeuw gevonden die versierd zijn met de voedende pelikaan.
De voorstelling van de pelikaan die zijn jongen voedt met eigen bloed en symbool staat voor Christus en zijn offerdood alsook voor de opstanding, verscheen in de late middeleeuwen in de beeldende kunst. De belangrijkste bron die eraan ten grondslag ligt is de Physiologus, een Grieks geschrift dat in de tweede eeuw na Christus ontstaan is. Hierin staan verhalen over dieren waarin natuurwaarneming en mythevorming zich met elkaar vermengen. Bovendien krijgt elk dier een christelijke interpretatie. De beschrijving van de pelikaan in de Fysiologus begint met een citaat uit Psalm 102, 6: "Ik ben gelijk aan een pelikaan in de woestijn". De zijdewond van de pelikaan wordt in de Physiologus vergeleken met de zijdewond van de gekruisigde Christus. Daaruit stroomden volgens het Nieuwe Testament bloed en water tot redding en eeuwig leven van de kinderen, die in opstand gekomen waren tegen de Heer die hen had voortgebracht (Johannes 19:34, 35). Door deze christelijke uitleg werd de pelikaan in literatuur en beeldende kunst een wijdverbreid symbool voor opofferingsgezindheid en met name van Christus' offerdood, uit liefde voor de mensheid die in zonde vervallen was. Op middeleeuwse kruisigingsvoorstellingen ziet men de pelikaan dan ook vaak boven het hoofd van Christus afgebeeld. 
De heilige Thomas van Aquino dichtte:
Liefderijke Pelikaan, Heer Jezus,
Zuiver mij, onzuivere, door uw bloed,
Waarvan één druppel vermag schoon te wassen
Heel de wereld van al haar misdaden.
Dante Alighieri schreef in zijn Divina Commedia over Jezus als Nostro Pellicano Giotto schilderde de pelikaan op een van zijn panelen en ook op het Lam Gods van de gebroeders Van Eyck komt de vogel voor.
De vijftiende-eeuwse dominicaan Franciscus de Retza paste het symbool van de pelikaan ook toe op de Maagd Maria.
De Edele Confrérie van het Heilig Bloed in Brugge heeft de pelikaan als zijn symbool aangenomen. Men vindt het symbolische dier afgebeeld op de toga's van de confrérieleden, op architecturale onderdelen van de Basiliek van het Heilig Bloed, in diverse kunstwerken en op artefacten die worden meegedragen in de Heilig Bloedprocessie.
De pelikaan wordt ook als symbool gebruikt door sommige nationale afdelingen van het Rode Kruis. Hij is ook het symbool van Sanquin, de organisatie van bloeddonoren in Nederland. Ook op Belgische onderscheidingen voor bloeddonoren vindt men een bronzen pelikaan. 
In de kerken vindt men vaak lessenaars in de vorm van pelikanen.

## Galerij

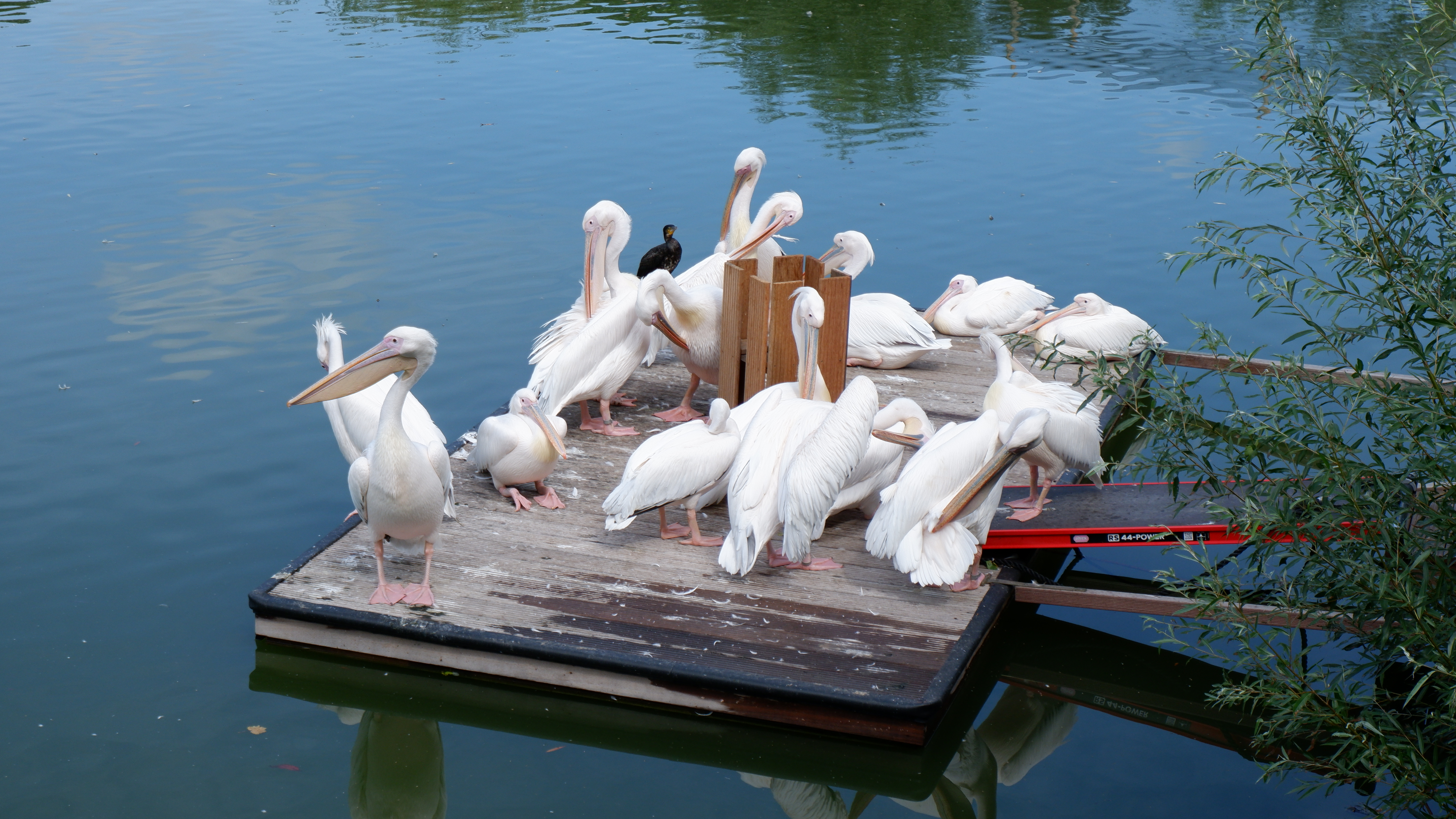
Pelikanen in vogelpark Avifauna, Alphen aan den Rijn
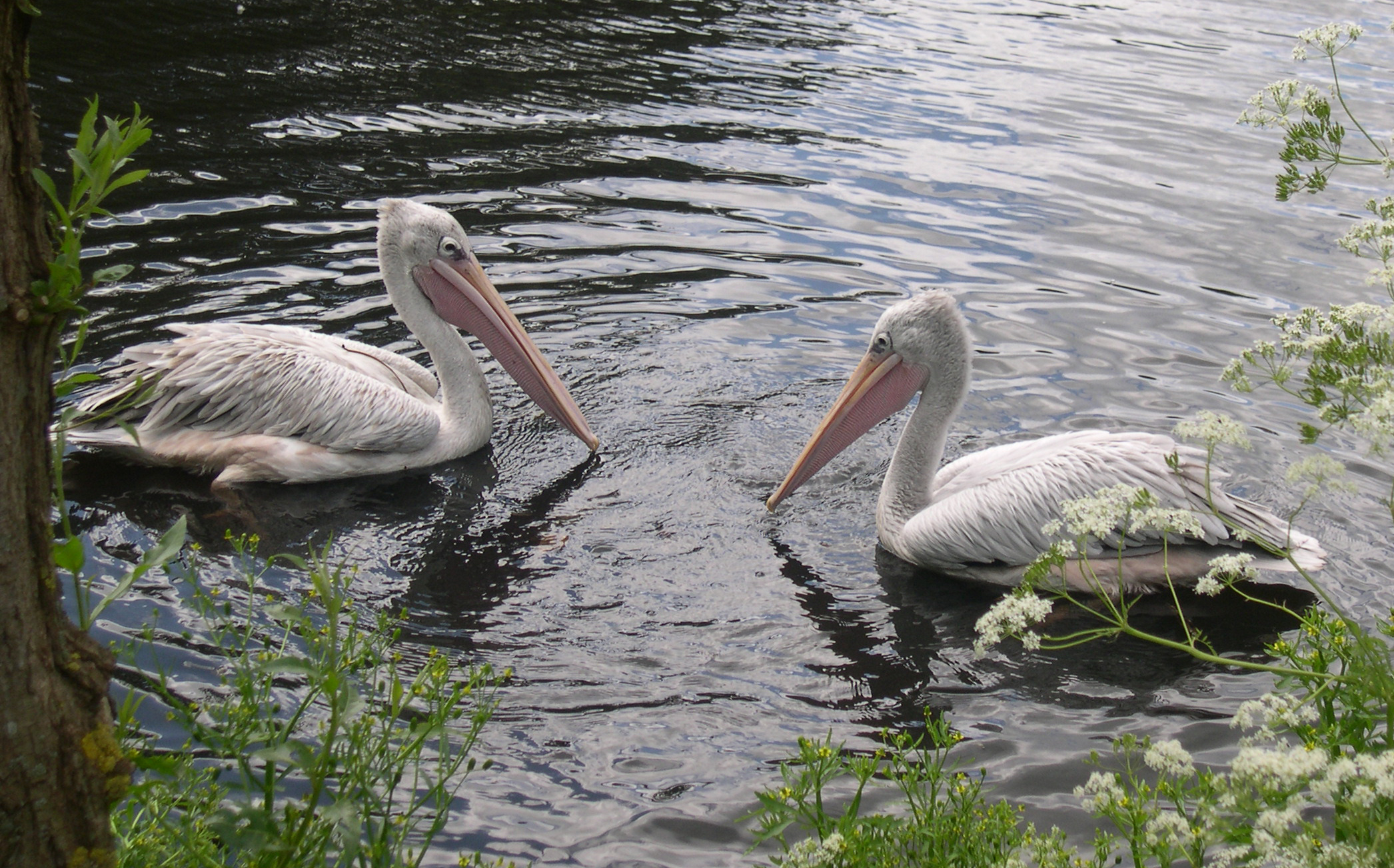
Twee kleine pelikanen
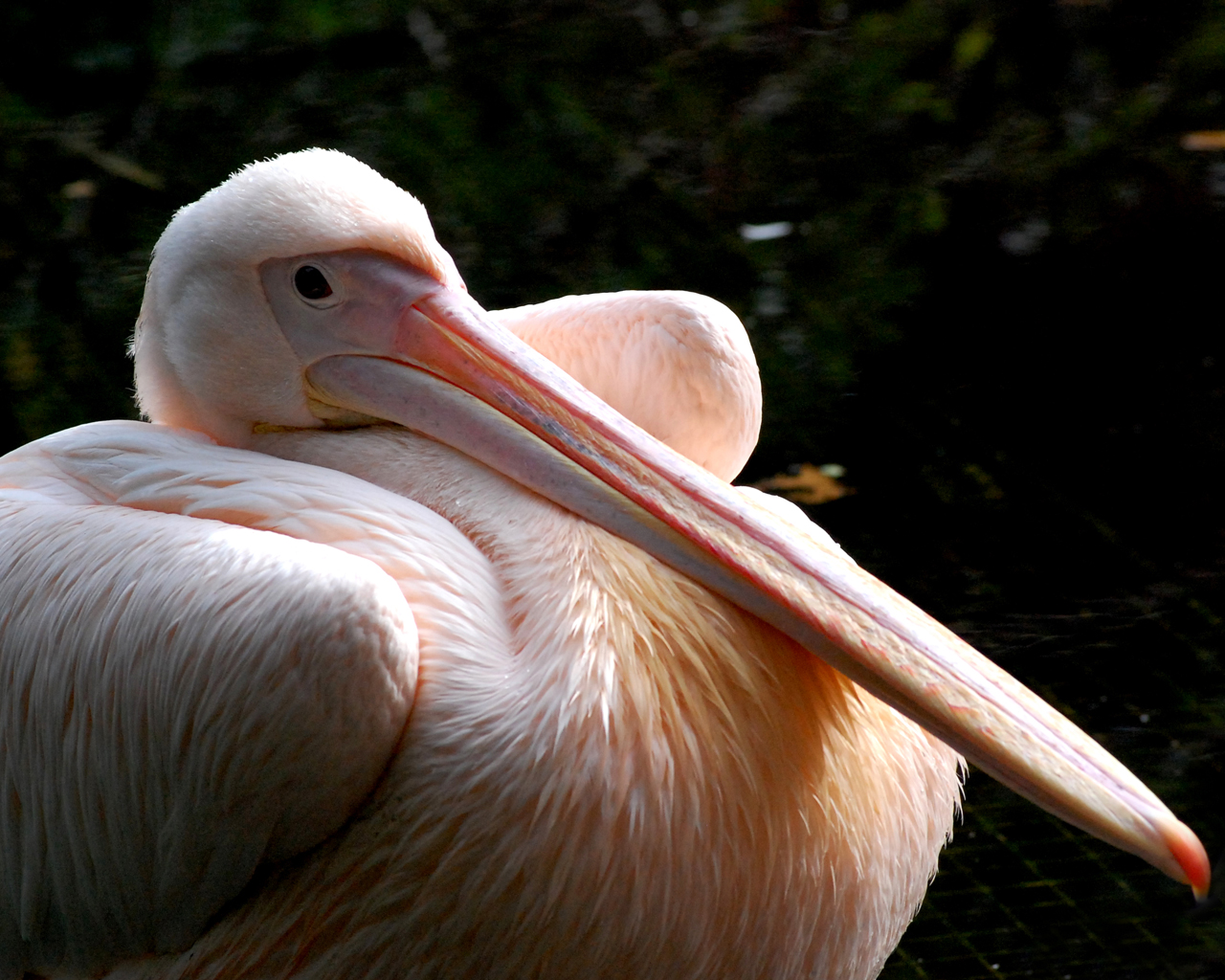
Pelikaan - Dierenpark Emmen
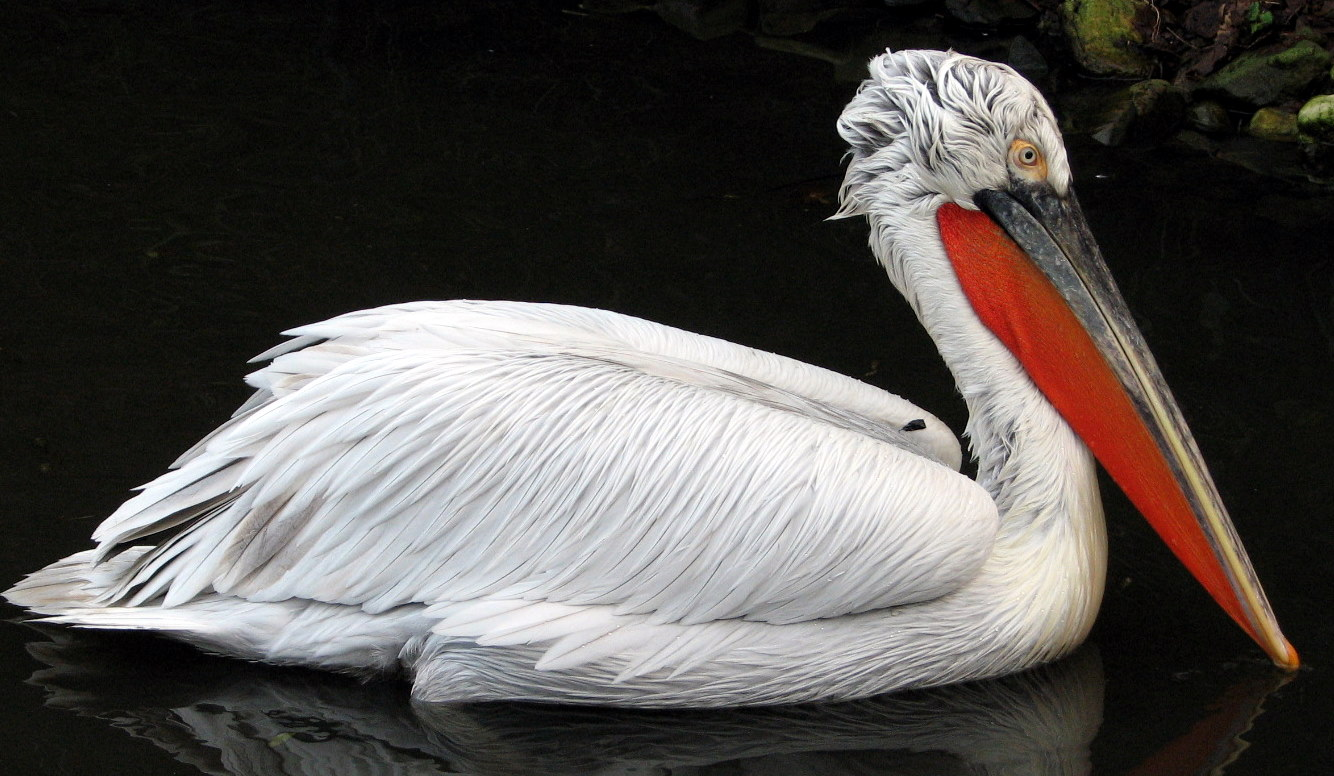
Pelikaan, Diergaarde Blijdorp

Ardeidae (Reigers) · Balaenicipitidae · Pelecanidae (Pelikanen) · Scopidae· Threskiornithidae (Ibissen en lepelaars)